# 馬什哈德地鐵
馬什哈德地鐵（波斯語：قطار شهری مشهد），是指伊朗礼萨呼罗珊省首府馬什哈德的軌道交通系統，2011年4月24日開通。目前有2條路線、36座車站、總長37.5公里，是伊朗第二大城市軌道交通系統。馬什哈德地鐵的運行時間為6:00至22:00。

## 外部連結
- 馬什哈德地鐵公司網頁（波斯語） （页面存档备份，存于）